# Ozren kolostor
Az Ozren kolostor (szerbül: Манастир Озрен, romanizálva: Manastir Ozren) szerb ortodox kolostor, amelyet Szent Miklós tiszteletére szenteltek, és 6 kilométerre található Petrovo városától, Bosznia-Hercegovina északi részén, a Bosznia-Hercegovinában. Ez az Ozren-hegy szellemi központja.

## Története
Valószínűleg a 16. század második felében alapították, Makarije Sokolović szerb pátriárka hivatala idején, aki engedélyt kapott az Oszmán Birodalom szultánjától templomok és kolostorok felújítására és építésére.
A 18. században kialakult a néphagyomány szerint az ozréni kolostort Dragutin István szerb király, a szerb Nemanjić-dinasztia tagja alapította, aki 1284 és 1316 között uralkodott Bosznia északkeleti részén. A kolostor templomának freskóit a 17. század elején festették.
A nagy török háború (1683–1699) után a kolostor megsérült, de nem pusztult el. Húsz szerzetest, akik nem hagyták el a kolostort, a törökök megöltek. A 18. században sokáig üresen állt. Az első szerb felkelés után a kolostort ismét elhagyták. 
A templom felújítása 1842-ben kezdődött, miután az oszmán hatóságok engedélyezték. A templomon kívüli harangtorony 1872-ben épült. A templomot 1920-ban és 1996-ban is felújították. Ikonjai között szerepel a 17. században Emmanuel Lambardos, a krétai iskola festője által festett Pietà.
Az Ozren-kolostort 2003-ban Bosznia-Hercegovina nemzeti műemlékévé nyilvánították.

## Képgaléria

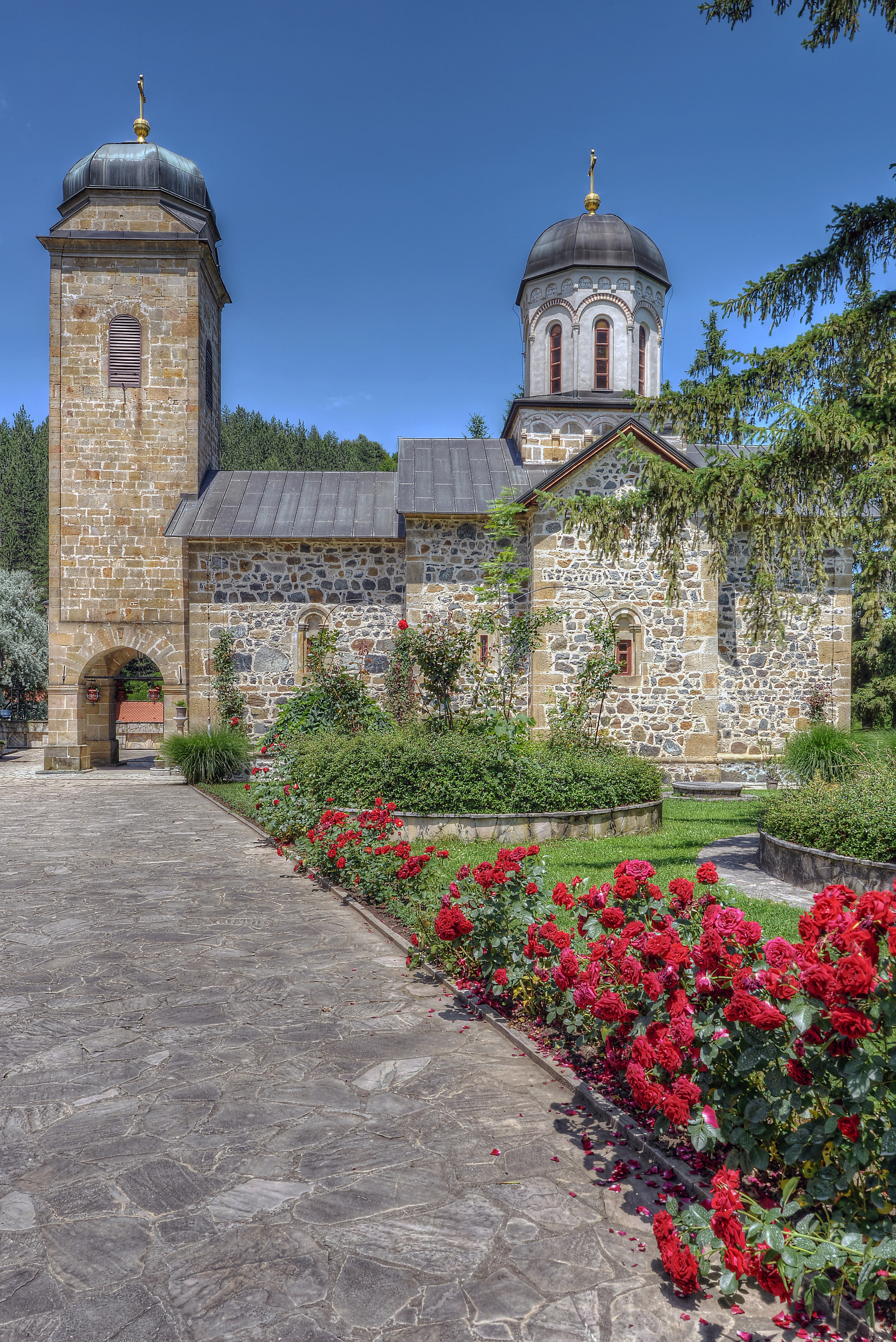
Szent Miklós-kolostor
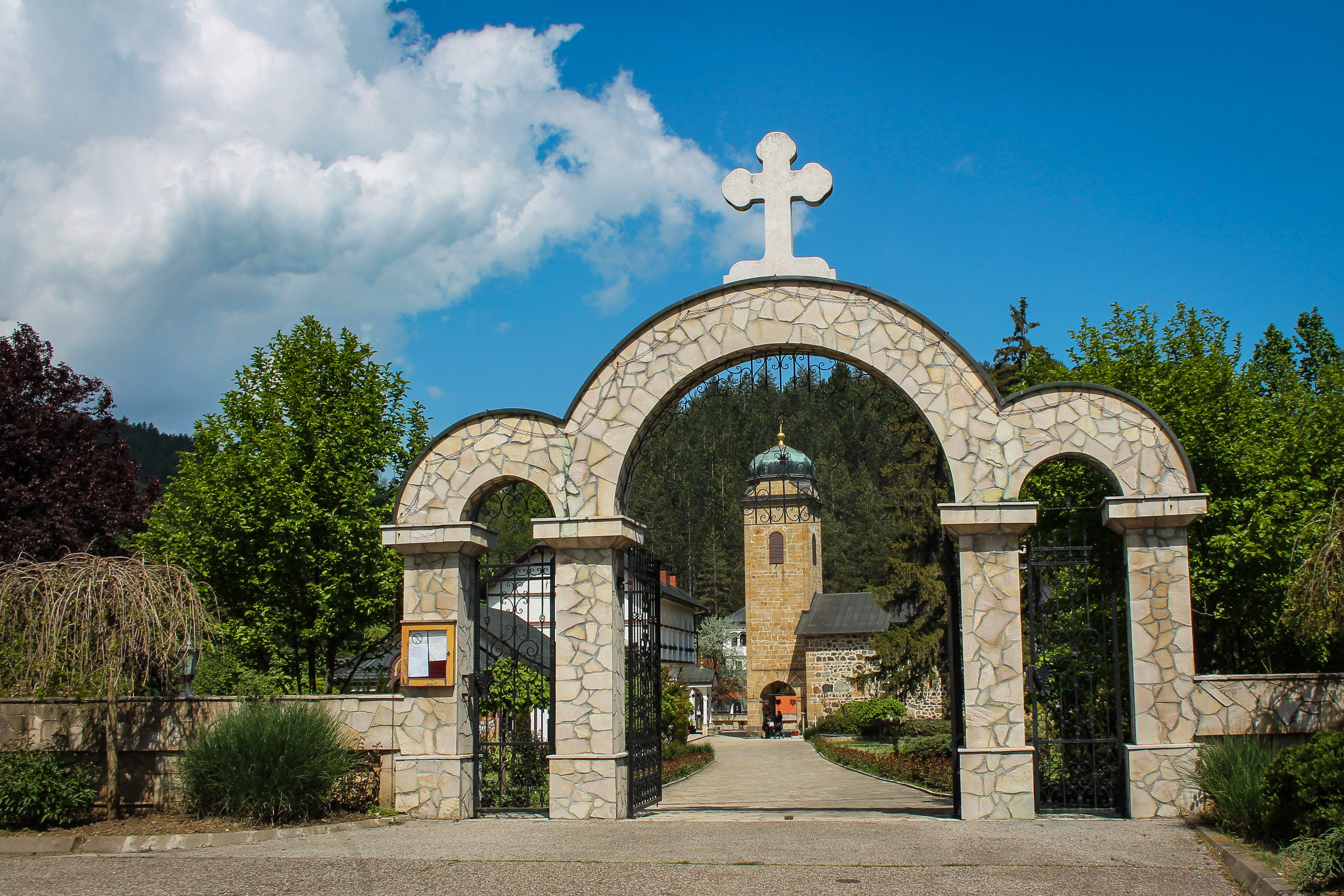
A főkapu
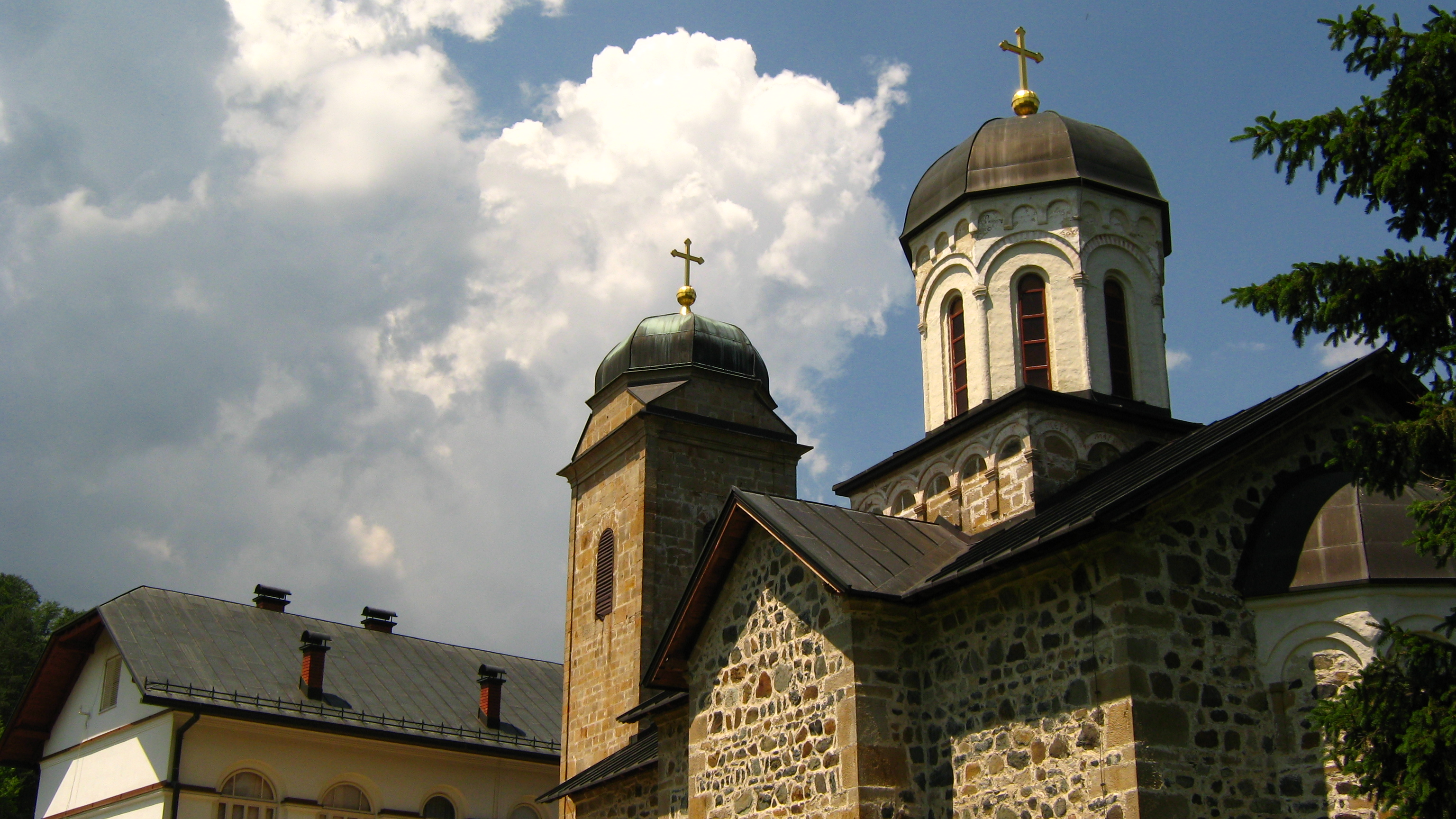
A kolostor kupolái
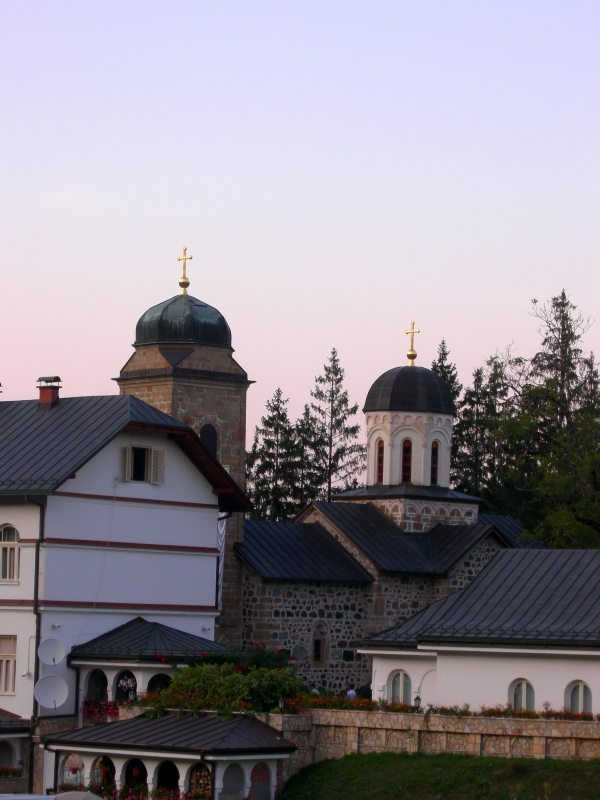
Épületek
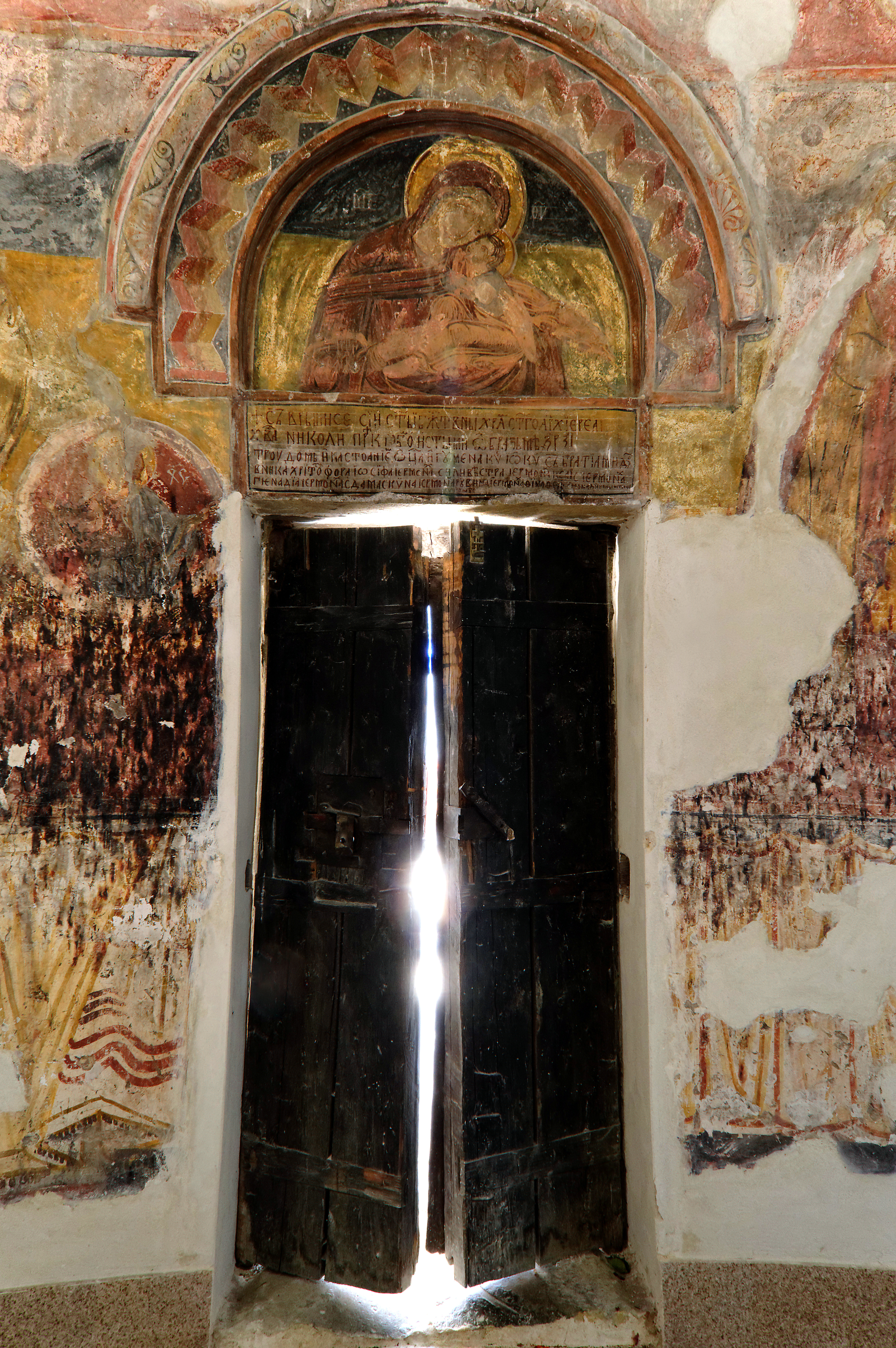
A bejárat
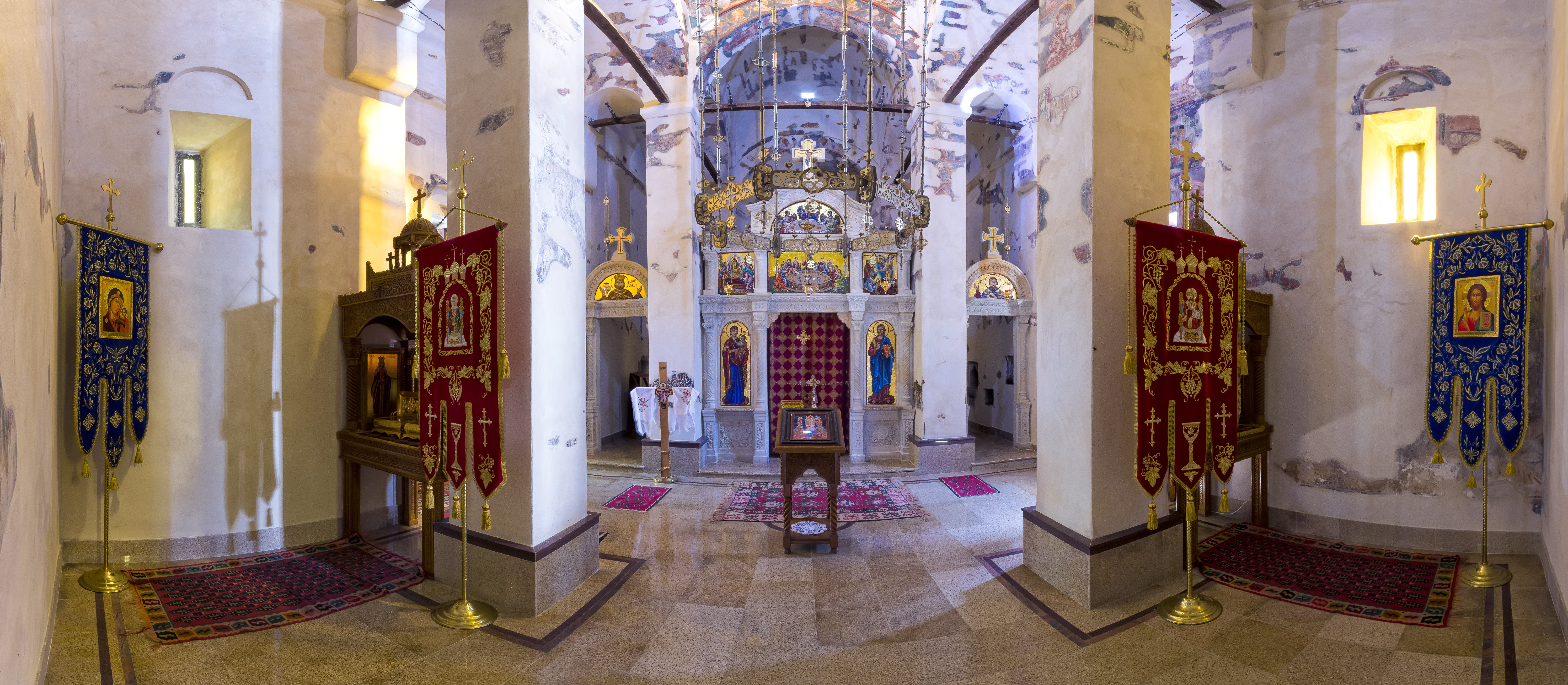
A kolostor belseje
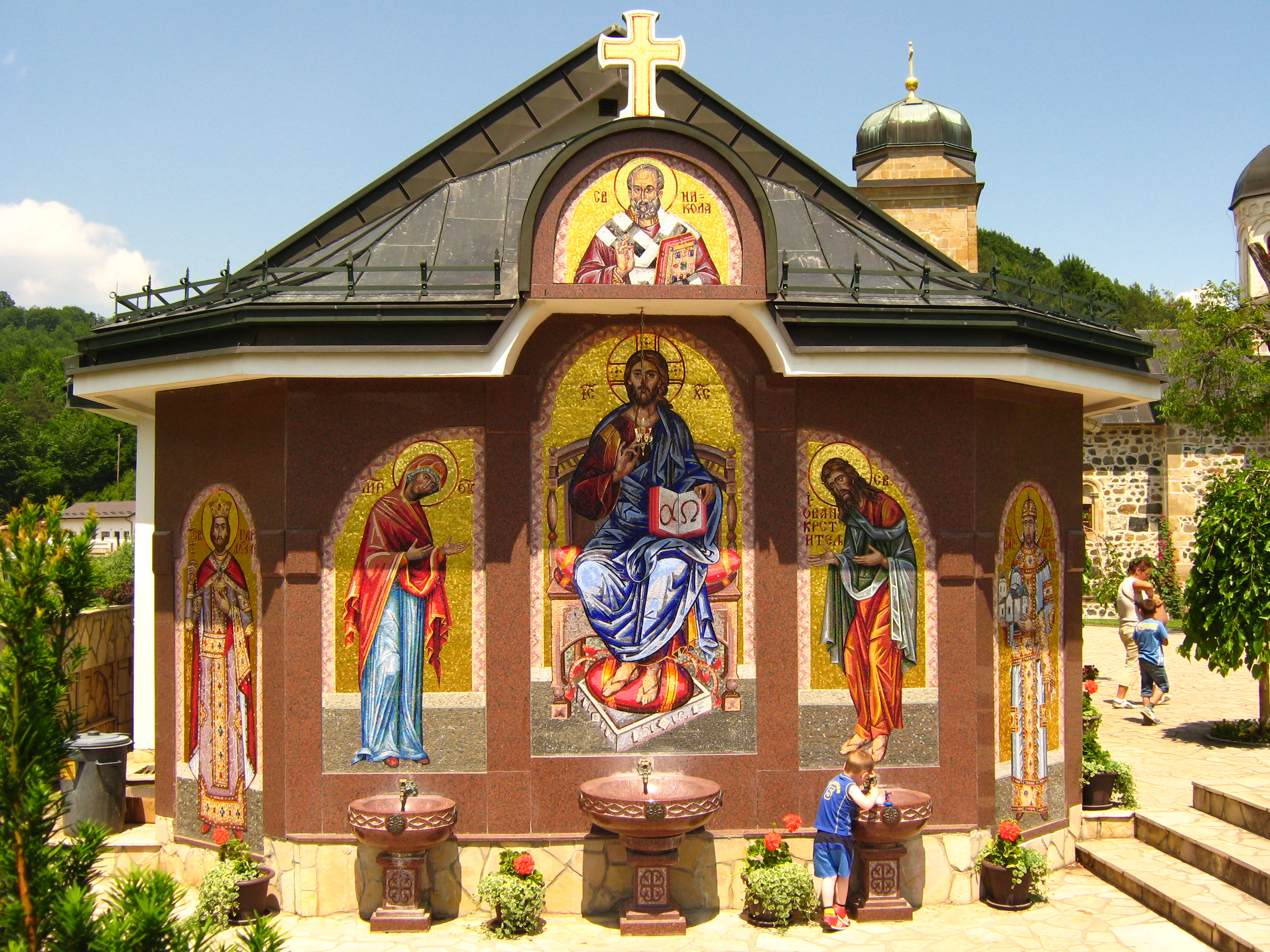
Szökőkút mozaikokkal
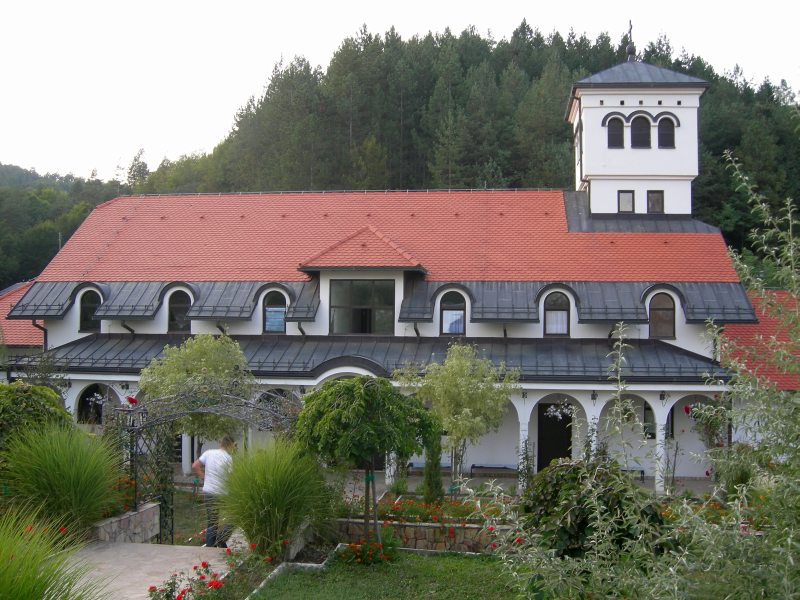
Az egyik melléképület
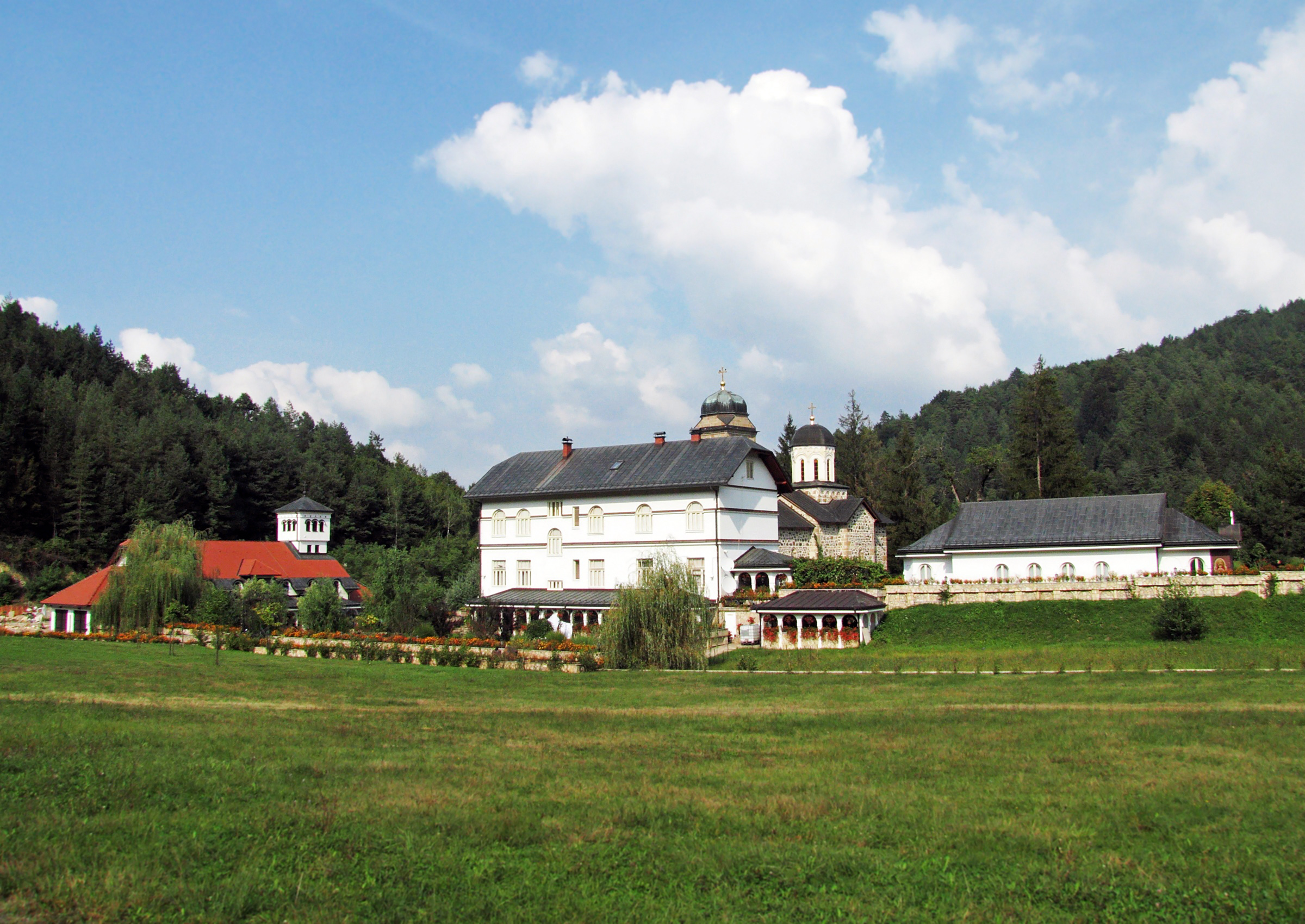
Kilátás a kolostorra
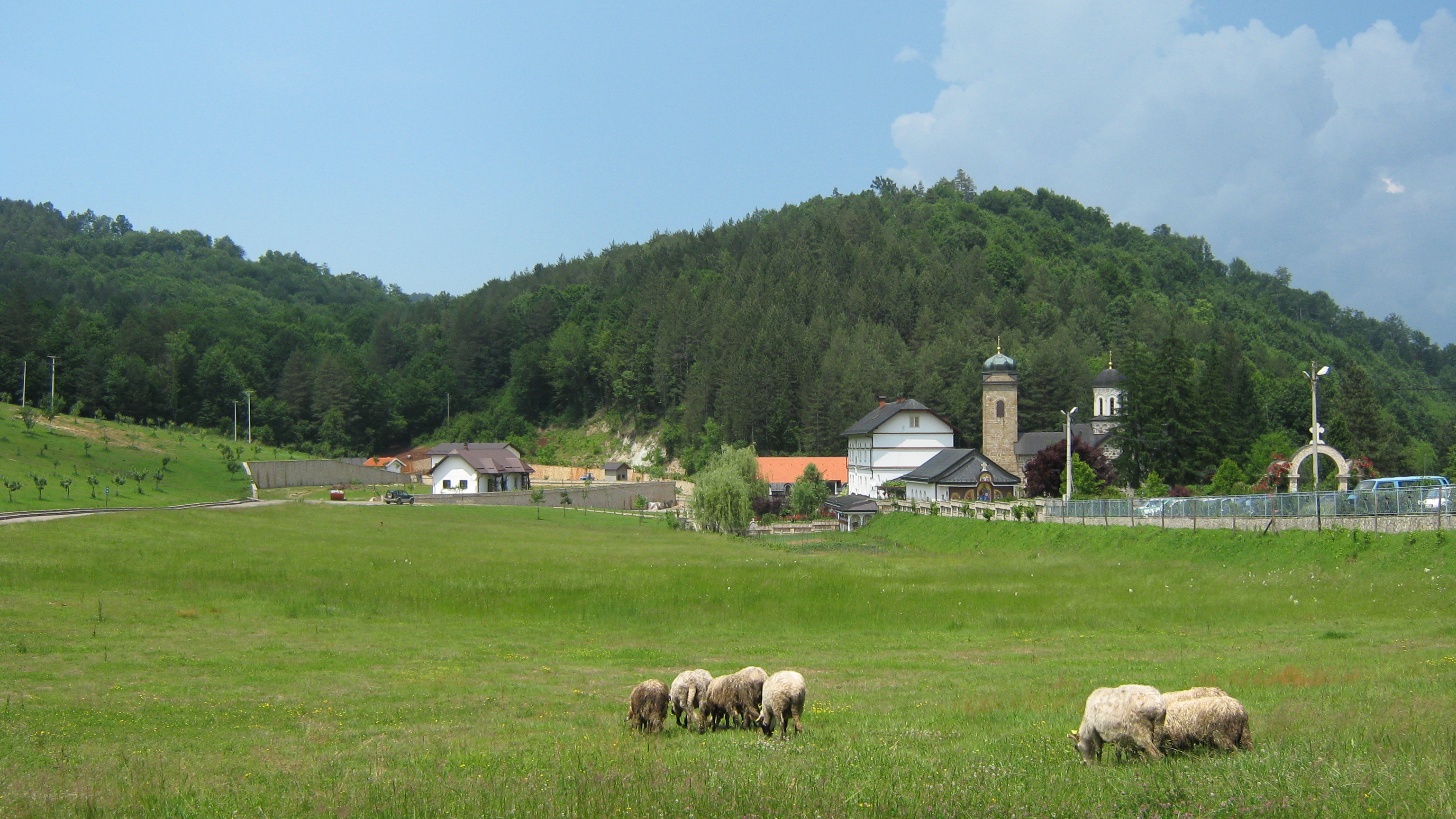
A kolostor és környéke

## Fordítás
- Ez a szócikk részben vagy egészben  az   Ozren Monastery című angol Wikipédia-szócikk ezen változatának fordításán alapul.  Az eredeti cikk szerkesztőit annak laptörténete sorolja fel. Ez a jelzés csupán a megfogalmazás eredetét és a szerzői jogokat jelzi, nem szolgál a cikkben szereplő információk forrásmegjelöléseként.